# Superchrist
Superchrist är en låt från 2008 av den amerikanska rockgruppen The Smashing Pumpkins, skriven av frontfiguren Billy Corgan.
Låten kom till under inspelningen av albumet Zeitgeist, men Corgan har förklarat att "Vi kände att vi inte förstod oss på låten och trodde att vi kunde reda ut det genom att spela den på turné". Bandet framförde låten den 24 juli 2007 under deras vistelse vid The Fillmore i San Francisco, som sedan dess har blivit en livestapel. Den spelades till slut in i januari 2008 vid Hollywood-studion Sunset Sound Recorders med ytterligare produktion av Kerry Brown från bandet Catherine.
Även om "Superchrist" inte släpptes på singel var bandet mycket delaktiga i att själva publicera den, bland annat i form av en musikvideo som hade premiär på Myspave den 27 februari 2008. Låten valdes med på Fresh Cuts: Volume 2, en serie samlingsalbum av Guitar Center som tidigare enbart bestått av låtar av Guitar Centers egna personal. Låten tog sig till den bredare publiken via Itunes Store den 4 november 2008 som b-sida till "G.L.O.W.".
Skivomslaget till singeln är formgivet av artisten Kateri Forbes.

## Medverkande
The Smashing Pumpkins
- Billy Corgan – sång, gitarr, bas, producent
- Jimmy Chamberlin – trummor, producent

Övriga
- Kerry Brown – producent
- Stephen Marcussen – mastering
- Ysanne Spevack – fiol[6]